# Aciagrion tillyardi
Aciagrion tillyardi är en trollsländeart som beskrevs av Harry Hyde Laidlaw, Jr. 1919. Aciagrion tillyardi ingår i släktet Aciagrion och familjen dammflicksländor. IUCN kategoriserar arten globalt som livskraftig. Inga underarter finns listade i Catalogue of Life.